# Alberto Mancini
Alberto Mancini (* 20. Mai 1969 in Posadas) ist ein ehemaliger argentinischer Tennisspieler.

## Karriere
Der Sandplatzspezialist begann 1987 seine Profilaufbahn als Tennisspieler. In seiner Karriere gewann er drei Einzel- und vier Doppeltitel. Er beendete seine Karriere 1994 aufgrund einer Verletzung.
Sein erstes Turnier im Einzel gewann er 1988 beim Outdoor-Turnier in Bologna. Die beiden anderen Turniersiege im Einzel stammen aus dem folgenden Jahr, als er die Veranstaltungen in Monte Carlo und Rom für sich entscheiden konnte.
Seine höchste Weltranglistenposition erreichte er im Jahr 1989 mit Platz 8. 1992 trat er für das argentinische Olympiateam in Barcelona an.
Für die argentinische Davis-Cup-Mannschaft absolvierte er zwischen 1989 und 1993 15 Einzelpartien, von denen er acht gewinnen konnte.
Von 2006 bis 2008 war Alberto Mancini Teamchef der argentinischen Davis-Cup-Mannschaft. Sein Team erreichte 2006 und 2008 das Finale, verlor jedoch beide Partien.

## Erfolge
| Legende (Anzahl der Siege)    |
| Grand Slam                    |
| Tennis Masters Cup            |
| ATP Masters Series (2)        |
| ATP International Series Gold |
| ATP International Series (5)  |
| ATP Challenger Tour (1)       |

| ATP-Titel nach Belag |
| Hartplatz (0)        |
| Sand (7)             |
| Rasen (0)            |

### Einzel

#### Turniersiege

##### ATP Tour
| Nr. | Datum          | Turnier     | Belag | Finalgegner    | Ergebnis                |
| --- | -------------- | ----------- | ----- | -------------- | ----------------------- |
| 1.  | 12. Juni 1988  | Bologna     | Sand  | Emilio Sánchez | 7:5, 7:6                |
| 2.  | 30. April 1989 | Monte Carlo | Sand  | Boris Becker   | 7:5, 2:6, 7:6, 7:5      |
| 3.  | 21. Mai 1989   | Rom         | Sand  | Andre Agassi   | 6:3, 4:6, 2:6, 7:6, 6:1 |

##### Challenger Tour
| Nr. | Datum         | Turnier           | Belag | Finalgegner     | Ergebnis |
| --- | ------------- | ----------------- | ----- | --------------- | -------- |
| 1.  | 17. März 1991 | Santiago de Chile | Sand  | Pedro Rebolledo | 6:3, 6:3 |

#### Finalteilnahmen
| Nr. | Datum         | Turnier       | Belag     | Finalgegner       | Ergebnis             |
| --- | ------------- | ------------- | --------- | ----------------- | -------------------- |
| 1.  | 19. Mai 1991  | Rom Masters   | Sand      | Emilio Sánchez    | 3:6, 1:6, 0:3 aufgg. |
| 2.  | 14. Juli 1991 | Båstad        | Sand      | Magnus Gustafsson | 1:6, 2:6             |
| 3.  | 21. Juli 1991 | Stuttgart     | Sand      | Michael Stich     | 6:1, 6:794:6, 2:6    |
| 4.  | 22. März 1992 | Miami Masters | Hartplatz | Michael Chang     | 5:7, 5:7             |
| 5.  | 21. Juli 1992 | Kitzbühel     | Sand      | Pete Sampras      | 3:6, 5:7, 3:6        |

### Doppel

#### Turniersiege
| Nr. | Datum             | Turnier       | Belag | Doppelpartner      | Finalgegner                            | Ergebnis      |
| --- | ----------------- | ------------- | ----- | ------------------ | -------------------------------------- | ------------- |
| 1.  | 12. Juni 1988     | Saint-Vincent | Sand  | Christian Miniussi | Paolo Canè Balázs Taróczy              | 6:4, 5:7, 6:3 |
| 2.  | 16. Juli 1989     | Boston        | Sand  | Andrés Gómez       | Todd Nelso Phil Williamson             | 7:6, 6:2      |
| 3.  | 7. September 1989 | Genf          | Sand  | Andrés Gómez       | Mansour Bahrami Guillermo Pérez Roldán | 6:3, 7:5      |
| 4.  | 22. April 1990    | Nizza         | Sand  | Yannick Noah       | Marcelo Filippini Horst Skoff          | 6:4, 7:6      |

#### Finalteilnahmen
| Nr. | Datum           | Turnier | Belag | Doppelpartner      | Finalgegner                       | Ergebnis |
| --- | --------------- | ------- | ----- | ------------------ | --------------------------------- | -------- |
| 1.  | 8. Mai 1988     | München | Sand  | Christian Miniussi | Rick Leach Jim Pugh               | 6:7, 1:6 |
| 2.  | 2. Oktober 1988 | Palermo | Sand  | Christian Miniussi | Carlos di Laura Marcelo Filippini | 2:6, 0:6 |